# 根元歳三
根元 歳三（ねもと としぞう、1974年1月10日 - ）は、日本の脚本家、小説家。新潟県出身。

## 来歴
映画監督を志し、大阪芸術大学映像学科に入学。在学中にシナリオライターを目指すようになる。その後、スタジオOX（当時）の石平信司の紹介で、ゲームのシナリオを担当。業界入りを果たした。

## 参加作品

### テレビアニメ
1999年
- A.D.POLICE（脚本）

2001年
- サイボーグ009 THE CYBORG SOLDIER（脚本）

2002年
- GetBackers-奪還屋-（脚本）

2004年
- SDガンダムフォース（脚本）
- 今日からマ王!（脚本）

2005年
- 今日からマ王!（第2シーズン、脚本）
- あまえないでよっ!!（脚本）

2006年
- あまえないでよっ!! 喝!!（脚本）
- ザ・サード ～蒼い瞳の少女～（脚本）
- プリンセス・プリンセス（脚本）
- まもって!ロリポップ（脚本）
- 護くんには女神の祝福を!（脚本）

2007年
- 東京魔人學園剣風帖 龍龍（シリーズ構成・脚本）
- 地球へ…（脚本）
- Over Drive（脚本）

2008年
- H2O -FOOTPRINTS IN THE SAND-（脚本）
- 今日からマ王!（第3シーズン）（脚本）
- 我が家のお稲荷さま。（脚本）
- ヴァンパイア騎士（脚本）
- テイルズ オブ ジ アビス（脚本）
- ヴァンパイア騎士 Guilty（脚本）
- 地獄少女 三鼎（脚本）
- しゅごキャラ!!どきっ（脚本）

2009年
- 鋼殻のレギオス（脚本）
- シャングリ・ラ（脚本）
- 戦う司書 The Book of Bantorra（脚本）
- しゅごキャラ!!!どっきどき（脚本）

2010年
- デュラララ!!（脚本）
- 黒執事II（脚本）
- 伝説の勇者の伝説（脚本）

2011年
- GOSICK -ゴシック-（脚本）
- STEINS;GATE（脚本）
- お兄ちゃんのことなんかぜんぜん好きじゃないんだからねっ!!（脚本）
- ファイ・ブレイン 神のパズル（脚本）

2012年
- 妖狐×僕SS（シリーズ構成・脚本）
- 黒子のバスケ（脚本）
- 宇宙兄弟（脚本）
- ファイ・ブレイン 神のパズル（第2シーズン、脚本）
- ROBOTICS;NOTES（脚本）

2013年
- AKB0048 next stage（脚本）
- アラタカンガタリ〜革神語〜（脚本）
- 犬とハサミは使いよう（シリーズ構成・脚本）
- ログ・ホライズン（シリーズ構成・脚本）
- 黒子のバスケ（第2期、脚本）
- ファイ・ブレイン 神のパズル（第3シーズン、脚本）

2014年
- Selector infected WIXOSS（脚本）
- Selector spread WIXOSS（脚本）
- 凪のあすから（脚本）
- ログ・ホライズン（第2シーズン、シリーズ構成・脚本）
- デュエル・マスターズ VS（脚本）

2015年
- デュラララ!!×2 承（脚本）
- 長門有希ちゃんの消失（脚本）
- デュラララ!!×2 転（脚本）
- 機動戦士ガンダム 鉄血のオルフェンズ（脚本）

2016年
- デュラララ!!×2 結（脚本）
- デュエル・マスターズ VSRF（脚本）
- マクロスΔ（シリーズ構成・脚本）
- 舟を編む（脚本）

2017年
- デュエル・マスターズ（脚本）
- 終末なにしてますか? 忙しいですか? 救ってもらっていいですか?（脚本）

2018年
- 重神機パンドーラ（シリーズ構成・脚本）
- 銀河英雄伝説 Die Neue These 邂逅（脚本）

2019年
- イナズマイレブン オリオンの刻印（脚本）

2021年
- 裏世界ピクニック（脚本）
- ログ・ホライズン 円卓崩壊（シリーズ構成・脚本）
- スーパーカブ（シリーズ構成・脚本）
- バクテン!!（シリーズ構成・脚本）
- SCARLET NEXUS（シリーズ構成・脚本）
- サクガン（脚本）

2022年
- 骸骨騎士様、只今異世界へお出掛け中（脚本）

2023年
- Helck（シナリオ）

2024年
- メタリックルージュ（シリーズ構成）※出渕裕と共同
- ループ7回目の悪役令嬢は、元敵国で自由気ままな花嫁生活を満喫する（脚本）
- 転生したらスライムだった件（第3期、シリーズ構成）
- 多数欠（脚本）

2025年
- FARMAGIA（シリーズ構成・脚本）
- 魔神創造伝ワタル（脚本）

### 劇場アニメ
2011年
- トワノクオン（シリーズ構成・脚本）

2018年
- 劇場版マクロスΔ 激情のワルキューレ（脚本）

2019年
- 劇場版 誰ガ為のアルケミスト（脚本）
- 銀河英雄伝説 Die Neue These 星乱（脚本）

2021年
- 劇場版マクロスΔ 絶対LIVE!!!!!!（脚本）

2022年
- 機動戦士ガンダム ククルス・ドアンの島（脚本）
- 映画 バクテン!!（脚本）

### OVA
- キカイダー01 THE ANIMATION（2001年、脚本）

### Webアニメ
- 風都探偵（2022年、脚本）
- 転生したらスライムだった件 コリウスの夢（2023年、シリーズ構成）

### 特撮
2010年
- ウルトラマンゼロ THE MOVIE 超決戦!ベリアル銀河帝国（脚本協力）

2017年
- ウルトラマンジード（脚本）

2018年
- 劇場版 ウルトラマンジード つなぐぜ! 願い!!（脚本）
- ウルトラマンR/B（脚本）

2020年
- ウルトラマンZ（脚本）

2021年
- ウルトラマントリガー NEW GENERATION TIGA（脚本）

2022年
- ウルトラマントリガー エピソードZ（脚本）
- ウルトラマンデッカー（シリーズ構成・脚本）

2023年
- ウルトラマンデッカー最終章 旅立ちの彼方へ…（脚本）
- ウルトラマンブレーザー（脚本）

2024年
- ウルトラマンアーク（脚本）

2025年
- ウルトラマンオメガ（シリーズ構成）

### 単行本
- バクテン!!（2021年6月 - 7月 青い鳥文庫 上下巻）
- 映画 バクテン!! ノベライズ（2022年7月 講談社KK文庫）